# علیرضا حیدری
علیرضا حیدری (زادهٔ ۱۴ اسفند ۱۳۵۴) کشتی‌گیر بازنشستهٔ ایرانی است و در دسته‌های میان‌وزن و سنگین‌وزن کشتی آزاد فعالیت می‌کرد. حیدری مدال برنز المپیک ۲۰۰۴ آتن و یک مدال طلا (۱۹۹۸) و سه نقره (۱۹۹۹، ۲۰۰۲، ۲۰۰۳) را از مسابقات قهرمانی کشتی جهان کسب کرده است. او در سطح قارهٔ آسیا نیز دارندهٔ سه مدال طلای بازی‌های آسیایی (۱۹۹۸، ۲۰۰۲، ۲۰۰۶) و چهار مدال طلای قهرمانی در مسابقات قهرمانی کشتی آسیا (۱۹۹۷، ۱۹۹۹، ۲۰۰۱، ۲۰۰۳) است.
حیدری پس از کناره‌گیری از کشتی به حرفه معدن‌داری روی‌آورد. او رئیس فدراسیون جهانی کشتی پهلوانی بوده و در سال ۱۳۹۳، در فیلم من یک ایرانی‌ام به کارگردانی محمدرضا آهنج به بازیگری پرداخته‌است.

## فعالیت‌های ورزشی
حیدری نخستین بار در قهرمانی جهان ۱۹۹۷ در ترکیب تیم ملی کشتی ایران در وزن ۸۵ کیلوگرم قرار گرفت. وی در این مسابقات با یک شکست از لس گوتچز آمریکایی به مقام سوم رسید اما به عنوان فنی‌ترین کشتی‌گیر مسابقات انتخاب شد. حیدری سال بعد در قهرمانی جهان ۱۹۹۸ تهران تمام حریفان خود را از پیش رو برداشت و به مدال طلا رسید. سخت‌ترین کشتی او در دور نیمه‌نهایی مقابل یوئل رومرو کوبایی بود و در فینال مقابل ماگومد ابراگیموف کشتی‌گیر آذربایجانی‌الاصل تیم ملی مقدونیه کار نسبتاً راحت‌تری در پیش داشت. حیدری در همین سال در بازی‌های آسیایی بانکوک نیز بدون مشکل چندانی به مدال طلا رسید.
علیرضا حیدری که برای سر وزن رسیدن باید کیلوهای زیادی کم می‌کرد سال بعد به یک‌وزن بالاتر رفت و در قهرمانی جهان ۱۹۹۹ استانبول در وزن ۹۷ کیلوگرم حضور یافت. وی در دیدار پایانی در یک کشتی سخت مغلوب سعید مرتضی علی‌اف کشتی‌گیر داغستانی روسیه شد و به مدال نقره رسید. حیدری در المپیک ۲۰۰۰ سیدنی از شانس‌های اصلی مدال برای کاروان ورزشی ایران بود اما با شکست مقابل الدار کورتانیدزه کشتی‌گیر گرجستانی به مقام ششم رسید. سال بعد در قهرمانی جهان ۲۰۰۱ حیدری با ضربهٔ فنی مغلوب گئورگی گوگشلیدزه کشتی‌گیر گرجستان شد و از دور مسابقات حذف شد. حیدری سال بعد در قهرمانی جهان ۲۰۰۲ تهران تا دیدار نهایی بالا آمد اما الدار کورتانیدزه در یک کشتی نزدیک و پس از تساوی در وضعیت کلینچ او را مغلوب کرد. سال بعد در جهانی ۲۰۰۳ نیویورک حیدری باز هم برای سومین بار در رقابت نهایی و در حالت کلینچ مغلوب کورتانیدزه شد. حیدری که از بازندگان کورتانیدزه به‌شمار می‌رفت، در المپیک ۲۰۰۴ آتن مقابل وی قرار گرفت و بالأخره توانست این بار در وضعیت کلینچ او را مغلوب کند اما در کشتی نیمه‌نهایی از ماگومد ابراگیموف کشتی‌گیر روسی‌تبار تیم ملی ازبکستان شکست خورد و در دیدار رده‌بندی با برتری برابر دانیل کورمایر کشتی‌گیر آمریکایی به مدال برنز المپیک رسید.

## فعالیت‌های هنری
حیدری در سال ۱۳۹۳ با بازی در فیلم من یک ایرانی‌ام، که در کشور اوکراین ساخته شد، نخستین حضور خود در فعالیت‌های هنری را تجربه کرد. وی نقش اول این فیلم را ایفا کرده‌است.

## فعالیت‌های اقتصادی/تحصیلی
حیدری در کار معدن فعالیت می‌کند و دارای یک معدن آهن است.
وی تحصیلکرده دانشگاه علامه طباطبایی تا مقطع کارشناسی ارشد حقوق می باشد.

## نتایج
| مسابقات قهرمانی جهان و المپیک | مسابقات قهرمانی جهان و المپیک | مسابقات قهرمانی جهان و المپیک | مسابقات قهرمانی جهان و المپیک | مسابقات قهرمانی جهان و المپیک | مسابقات قهرمانی جهان و المپیک |
| نتیجه                         | حریف                          | مرحله                         | امتیاز                        | رویداد                        | محل برگزاری                   |
| مقام پنجم وزن ۹۶ ک‌گ           | مقام پنجم وزن ۹۶ ک‌گ           | مقام پنجم وزن ۹۶ ک‌گ           | مقام پنجم وزن ۹۶ ک‌گ           | مقام پنجم وزن ۹۶ ک‌گ           | مقام پنجم وزن ۹۶ ک‌گ           |
| ----------------------------- | ----------------------------- | ----------------------------- | ----------------------------- | ----------------------------- | ----------------------------- |
| باخت                          | روسلان شیخف                   | دیدار مدال برنز               | ۲–۲                           | قهرمانی جهان ۲۰۰۶             | گوانگ‌ژو                       |
| برد                           | الکسی کروپنیاکف               | شانس مجدد                     | ۳–۲                           | قهرمانی جهان ۲۰۰۶             | گوانگ‌ژو                       |
| برد                           | نوربرت بادور                  | شانس مجدد                     | عدم حضور                      | قهرمانی جهان ۲۰۰۶             | گوانگ‌ژو                       |
| باخت                          | گئورگی گوگشلیدزه              | یک‌هشتم                        | ۱–۳                           | قهرمانی جهان ۲۰۰۶             | گوانگ‌ژو                       |
| برد                           | دانیل کورمایر                 | دیدار اول گروهی               | ۲–۱                           | قهرمانی جهان ۲۰۰۶             | گوانگ‌ژو                       |
| مدال برنز وزن ۹۶ ک‌گ           |                               |                               |                               |                               |                               |
| برد                           | دانیل کورمایر                 | دیدار مدال برنز               | ۳–۲                           | المپیک ۲۰۰۴ آتن               | آتن                           |
| باخت                          | ماگومد ابراگیموف              | نیمه‌نهایی                     | ۴–۶                           | المپیک ۲۰۰۴ آتن               | آتن                           |
| برد                           | رستم آقایف                    | یک‌چهارم                       | ۵–۰                           | المپیک ۲۰۰۴ آتن               | آتن                           |
| برد                           | آدریان آنتوان ژائود           | یک‌هشتم                        | ۱۰–۰                          | المپیک ۲۰۰۴ آتن               | آتن                           |
| برد                           | الدار کورتانیدزه              | دور اول مقدماتی               | ۳–۲                           | المپیک ۲۰۰۴ آتن               | آتن                           |
| مدال نقره وزن ۹۶ ک‌گ           |                               |                               |                               |                               |                               |
| باخت                          | الدار کورتانیدزه              | نهایی                         | ۰–۴                           | قهرمانی جهان ۲۰۰۳             | نیویورک                       |
| برد                           | کراسیمیر کوچف                 | نیمه‌نهایی                     | ۳–۱                           | قهرمانی جهان ۲۰۰۳             | نیویورک                       |
| برد                           | دانیل کورمایر                 | یک‌چهارم                       | ۶–۳                           | قهرمانی جهان ۲۰۰۳             | نیویورک                       |
| برد                           | الکساندر شیماروف              | یک‌هشتم                        | ۶–۶                           | قهرمانی جهان ۲۰۰۳             | نیویورک                       |
| برد                           | گئورگی تورچیناوا              | یک‌شانزدهم                     | ۱۰–۰                          | قهرمانی جهان ۲۰۰۳             | نیویورک                       |
| برد                           | ایگورس ساموسونوکس             | دور اول مقدماتی               | ۱۰–۰                          | قهرمانی جهان ۲۰۰۳             | نیویورک                       |
| مدال نقره وزن ۹۶ ک‌گ           |                               |                               |                               |                               |                               |
| باخت                          | الدار کورتانیدزه              | فینال                         | ۱–۲                           | قهرمانی جهان ۲۰۰۲             | تهران                         |
| برد                           | وادیم تاسویف                  | نیمه‌نهایی                     | ۳–۰                           | قهرمانی جهان ۲۰۰۲             | تهران                         |
| برد                           | رالف شرر                      | یک‌چهارم                       | ۳–۰                           | قهرمانی جهان ۲۰۰۲             | تهران                         |
| برد                           | داکوآن چن                     | یک‌هشتم                        | ۱۱–۰                          | قهرمانی جهان ۲۰۰۲             | تهران                         |
| برد                           | صوفین عبداللطیف               | یک‌شانزدهم                     | ۱۱–۰                          | قهرمانی جهان ۲۰۰۲             | تهران                         |
| مقام شانزدهم وزن ۹۷ ک‌گ        |                               |                               |                               |                               |                               |
| باخت                          | گئورگی گوگشلیدزه              | یک‌هشتم                        | ۱–۴                           | قهرمانی جهان ۲۰۰۱             | صوفیه                         |
| برد                           | رالف شرر                      | یک‌شانزدهم                     | ۶–۱                           | قهرمانی جهان ۲۰۰۱             | صوفیه                         |
| مقام ششم وزن ۹۷ ک‌گ            |                               |                               |                               |                               |                               |
| باخت                          | آفتانتیل زانتوپولوس           | دیدار مقام پنجم               | عدم حضور                      | المپیک ۲۰۰۰ سیدنی             | سیدنی                         |
| باخت                          | الدار کورتانیدزه              | یک‌چهارم نهایی                 | ۰–۱                           | المپیک ۲۰۰۰ سیدنی             | سیدنی                         |
| برد                           | احمد دوغو                     | یک‌هشتم                        | ۶–۱                           | المپیک ۲۰۰۰ سیدنی             | سیدنی                         |
| برد                           | رالف شرر                      | یک‌شانزدهم                     | ۷–۱                           | المپیک ۲۰۰۰ سیدنی             | سیدنی                         |
| مدال نقره وزن ۹۷ ک‌گ           |                               |                               |                               |                               |                               |
| باخت                          | سعید مرتضی‌علیف                | نهایی                         | ۳–۴                           | قهرمانی جهان ۱۹۹۹             | آنکارا                        |
| برد                           | مارک گارمولویچ                | نیمه‌نهایی                     | ۳–۰                           | قهرمانی جهان ۱۹۹۹             | آنکارا                        |
| برد                           | داوود ماگومدوف                | یک‌چهارم                       | ۵–۰                           | قهرمانی جهان ۱۹۹۹             | آنکارا                        |
| برد                           | وادیم تاسویف                  | یک‌هشتم                        | ۲–۰                           | قهرمانی جهان ۱۹۹۹             | آنکارا                        |
| برد                           | کیل-سو کیم                    | یک‌شانزدهم                     | ۷–۰                           | قهرمانی جهان ۱۹۹۹             | آنکارا                        |
| برد                           | دان کارابین جون               | مقدماتی                       | ۱۰–۰                          | قهرمانی جهان ۱۹۹۹             | آنکارا                        |
| مدال طلای وزن ۸۵ ک‌گ           |                               |                               |                               |                               |                               |
| برد                           | محمد ابراهیمف                 | نهایی                         | ۴–۰                           | قهرمانی جهان ۱۹۹۸             | تهران                         |
| برد                           | یوئل رومرو                    | نیمه‌نهایی                     | ۲–۱                           | قهرمانی جهان ۱۹۹۸             | تهران                         |
| برد                           | یانگ هیونگ مو                 | یک‌چهارم                       | ۱–۰                           | قهرمانی جهان ۱۹۹۸             | تهران                         |
| برد                           | تاسیو کاوای                   | یک‌هشتم                        | ۴–۲                           | قهرمانی جهان ۱۹۹۸             | تهران                         |
| برد                           | گری هوملز                     | یک‌شانزدهم                     | ۹–۰                           | قهرمانی جهان ۱۹۹۸             | تهران                         |
| مدال برنز وزن ۸۵ ک‌گ           |                               |                               |                               |                               |                               |
| برد                           | حاجی‌مراد محمدف                | رقابت مدال برنز               | ۵–۱                           | قهرمانی جهان ۱۹۹۷             | کراسنویارسک                   |
| برد                           | نیکولای غین                   | شانس مجدد                     | ۶–۱                           | قهرمانی جهان ۱۹۹۷             | کراسنویارسک                   |
| برد                           | آندره بکهاوس                  | شانس مجدد                     | ۸–۲                           | قهرمانی جهان ۱۹۹۷             | کراسنویارسک                   |
| برد                           | یانگ هیونگ مو                 | شانس مجدد                     | ۱–۰                           | قهرمانی جهان ۱۹۹۷             | کراسنویارسک                   |
| باخت                          | لس گاتچز                      | دور دوم مقدماتی               | ۰–۳                           | قهرمانی جهان ۱۹۹۷             | کراسنویارسک                   |
| برد                           | کریستوس الکساندریدیس          | دور اول مقدماتی               | ۶–۰                           | قهرمانی جهان ۱۹۹۷             | کراسنویارسک                   |